# أرنو بريتمير

معيار لجاو لNSRL

كان أرنو بريتمير (19 أبريل 1903، في برلين - 20 أبريل 1944) مسؤول رياضة ألماني. بدأ مسيرته الرياضية كمجدف ناجح. في عام 1933 أصبح رئيس تحرير القسم الرياضي في فولكشر بيوباختر. 

## سيرة شخصية
انضم أرنو بريتمير إلى الحزب النازي في مايو 1933. ثم ترقى في المناصب ليصبح مسؤولا رياضيا هاما في الرايخ الثالث. كان بريتمير المستشار الأول ونائب رئيس مكتب الرايخ الرياضي (DRL / NSRL ، دويتشر ريشاوسكوس فور ليبسوبنجن) خلال فترة عمل هانز فون تششامر وأوستن الذي شغل منصب زعيم رياضات الرايخ. 
تم تكليف أرنو بريتمير من قبل فون تششامر بكتابة تقرير مصور موسع حول الأنشطة الرياضية المنظمة في الرايخ الثالث. ساعد بريتمير أدولف هتلر الشخصي هاينريش هوفمان في المشروع. طُبع المجلد الأول في عام 1934 من قبل دار نشر صناديق المعونة الرياضية الألمانية. تم نشر المجلد الأول والثاني فقط من سلسلة مخططة من أربعة مجلدات. كان الغرض من هذا الكتاب هو الإعلان عن أهمية ممارسة الرياضة البدنية بين الاشتراكيين الوطنيين. يحتوي هذا العمل الدعائي على العديد من الصور والمعلومات حول مختلف المنظمات النازية، أي كتيبة العاصفة، الفيلق الاشتراكي الوطني الالي، رابطة الفتيات الألمانية، شباب هتلر، إلخ. 
عند وفاة فون تششامر في عام 1943، أصبح أرنو بريتمير قائدًا (Reichssportführer). 
هناك بعض الجدل حول موقف أرنو بريتمير تجاه النظام النازي. تزعم بعض المصادر أنه ينتمي إلى شوتزشتافل  وأنه معروف بآرائه المعادية للسامية.  ومع ذلك، تشير مصادر أخرى إلى أنه انضم إلى الحزب النازي في وقت مبكر نسبيًا، حيث أظهر حماسة النازية، من أجل حماية زوجته ذات الأصل اليهودي. 
كان بريتمير مرشحًا لأوبريجيرونجسرات ليكون عضوًا في مجلس النواب الألماني (MDR Mitglied des Reichstags) في عام 1938. في الوقت الذي توفي فيه عام 1944، كان عميدًا في الجيش ( كتيبة العاصفة) Brigadeführer، تم تصنيفه في رتبة جنرال (ما يعادل اللواء في الجيش الأمريكي أو العميد في الجيش البريطاني). 

## أعمال
- أرنو بريتمير آند بي جي هوفمان، سبورت أوند ستات. Im Auftrage des Reichssportführers ، Selbstverlag des Hilfsfonds für den Deutschen Sport، 1934. (2 vols). [6]

## روابط خارجية
- أرنو بريتمير على موقع أوليمبيديا (الإنجليزية)